# Progress and Poverty
Progress and Poverty (dobesedno: Napredek in revščina) je knjiga ekonomista Henryja Georgea, ki je izšla leta 1879. Avtor v knjigi preučuje, zakaj revščina spremlja gospodarski in tehnološki napredek ter zakaj ekonomije kažejo nagnjenost k cikličnemu vzponu in padcu. George zagovarja radikalno rešitev, ki se osredotoča na zajemanje ekonomske rente iz naravnih virov in zemljiških naslovov. Knjiga se je prodala v več milijonov izvodov in postala ena najbolje prodajanih knjig konca 19. stoletja. Navdihnila je ideologijo, danes znano kot 'georgizem'.